# Římskokatolická farnost Višňové u Znojma
Římskokatolická farnost Višňové u Znojma je územní společenství římských katolíků s farním kostelem svatého Jana Křtitele v moravskokrumlovském děkanství.

## Historie farnosti
První písemná zmínka o faře ve Višňovém je z roku 1253. Kostel je v jádru raně gotický z druhé poloviny 13. století. Přestavován byl počátkem 16. století, potom roku 1696, poslední velká generální oprava a přístavba sakristie je z let 1896–1901. V letech 1669 až 1869 bylo Višňové přifařeno do Trstěnic. Po společném úsilí patrona kostela a majitele panství hraběte Spiegla a obce se podařilo obnovit samostatnou farnost. 

## Duchovní správci
Od 1. září 2013 do července 2015 byl administrátorem excurrendo R. D. Jaromír Gargoš z Běhařovic.Od 1. srpna 2015 je farářem R. D. Mgr. Pavel Klouček. 

## Bohoslužby
| Kostel                | Místo   | Bohoslužba (den)     | Hodina                                    | Poznámka     |
| --------------------- | ------- | -------------------- | ----------------------------------------- | ------------ |
| svatého Jana Křtitele | Višňové | neděle úterý čtvrtek | 9.30 17.30 (zimní čas)/ 18.30 (letní čas) | farní kostel |

## Aktivity ve farnosti
Dnem vzájemných modliteb farností za bohoslovce a bohoslovců za farnosti brněnské diecéze je 10. prosinec. Adorační den připadá na 9. března.
Ve farnosti se pravidelně koná tříkrálová sbírka. Výtěžek sbírky v roce 2018 dosáhl 35 824 korun.